# Subida a Urkiola 2009
La Subida a Urkiola 2009, trentacinquesima edizione della corsa, valida come evento dell'UCI Europe Tour 2009 categoria 1.1, si svolse il 2 agosto 2009 su un percorso di 160,4 km. Fu vinta dallo spagnolo Igor Antón, che terminò la gara in 3h48'58" alla media di 42,03 km/h.
Furono 100 i ciclisti che portarono a termine il percorso.

## Ordine d'arrivo (Top 10)
| Pos. | Corridore          | Squadra       | Tempo    |
| ---- | ------------------ | ------------- | -------- |
| 1    | Igor Antón         | Euskaltel     | 3h48'58" |
| 2    | Xavier Tondó       | Andalucia     | a 8"     |
| 3    | Freddy Montaña     | Boyacá        | a 9"     |
| 4    | David Arroyo       | C. d'Epargne  | a 10"    |
| 5    | Beñat Intxausti    | Fuji-Servetto | a 17"    |
| 6    | Patrik Sinkewitz   | PSK Whirlpool | a 25"    |
| 7    | Nairo Quintana     | Boyacá        | a 36"    |
| 8    | David de la Fuente | Fuji-Servetto | a 44"    |
| 9    | Arkaitz Durán      | Fuji-Servetto | a 51"    |
| 10   | Guillaume Pont     | EQA-Meitan    | a 55"    |